# Fabelhaven
Fabelhaven (of in het Engels Fablehaven) is een reeks fantasyboeken voor de jeugd, geschreven door de Amerikaanse schrijver Brandon Mull en in het Nederlands vertaald door uitgeverij De Boekerij. De eerste twee delen zijn in Nederland en België verschenen, de andere drie niet.

## Inhoud
Verspreid over de hele wereld zijn er speciale reservaten voorzien voor magische wezens, zoals elfjes, golems, enzovoort. Behalve de eigenaars en helpers van die reservaten is er bijna niemand die ervan afweet. Zo zijn er reservaten die niemand weet te liggen, en andere weer wel. Zoals iedereen weten de 11-jarige Seth en zijn 13-jarige zus Kendra hier ook niets van, tot ze bij hun opa Sorenson mogen gaan logeren. Hij is de beheerder van Fabelhaven, een van de geheime reservaten. Samen moeten ze Fabelhaven beschermen, en dikwijls hun grootste angsten weerstaan. Want het Genootschap van de Avondster wordt krachtiger, en zij willen de reservaten vernietigen.

### Deel 1: Fabelhaven
Wanneer de ouders van Kendra en Seth op vakantie naar Scandinavië gaan, blijven Kendra en haar broertje logeren bij hun opa. Kendra en Seth vinden het eigenlijk niet leuk om naar hun grootvader te gaan en ook opa lijken niet heel blij met gasten. Al na de eerste nacht worden ze er streng op gewezen dat ze de tuin niet uitmogen het donkere bos in.
Maar de kinderen zijn daar te nieuwsgierig voor om dat niet te doen. Na een paar dagen merken Kendra en Seth de hoeveelheid insecten en verschillende dieren die er rondlopen in de tuin en al snel komen ze erachter dat hun opa de bezitter is van de Fabelhaven. Fabelhaven is een park vol met magische en gevaarlijke wezens, dat deel uitmaakt van een wereldorganisatie.
Maar ze worden bedreigd door het "Genootschap van de avondster" omdat zij een van de vijf beheerders zijn van het meest gevaarlijke voorwerp ooit en dat ze er alles aan moeten doen om Fabelhaven te beschermen tegen indringers.
Maar over een paar dagen is het midzomernacht en dat betekent dat alle wezens uit Fabelhaven goed het huis in mogen komen. Ze zullen er alles aan moeten doen om Kendra en Seth en Fabelhaven te beschermen
Dagenlang worden er voorbereidingen getroffen voor de nacht maar niemand is er zeker van dat het goed gaat en vooral niet als ze horen over de heks Murriel die lang geleden gevangen is gezet, vastgeketend aan een touw en alleen bevrijd kan worden tijdens de midzomernacht. Iedereen werd gevangengenomen door Murriel behalve Kendra en Seth. Kendra en Seth weten niet wat ze moeten doen en gaan op zoek naar hun grootouders.
Na dagenlang zoeken vinden ze ze eindelijk met behulp van de feeën. De heks is gevlucht, maar gelukkig kunnen ze weer met z’n allen naar huis. Maar fabelhaven is nog lang niet veilig want het "Genootschap van de avondster" heeft hun locatie gevonden en kan elk moment toe slaan.

### Deel 2: De opkomst van de Avondster
Het is het einde van het schooljaar. Seth en Kendra begrijpen dat er iets vreemds aan de hand is op school. En dan krijgen ze het door. En meteen wordt alles veel gevaarlijker.
Wanneer ze op Fabelhaven aankomen, heeft hun grootvader de hulp ingeroepen van drie mensen, een brouwer van toverdranken, een verzamelaar van magische voorwerpen en een jager die mythische wezens vangt. Het wordt al snel duidelijk dat er verraad in het spel is. Wie kunnen Kendra en Seth vertrouwen? En zal het hen een tweede keer lukken om Fabelhaven te redden en dat het niet het einde is van de wereld?

### Deel 3: Gevangen door de schaduwplaag
Het derde deel in de Fabelhaven-reeks zou in het Nederlands Gevangen door de schaduwplaag heten, maar hoewel oorspronkelijk het boek in juni 2011 moest verschijnen, is het boek in het begin van 2012 nog steeds niet verschenen. Wegens gebrek aan belangstelling , zijn ze gestopt met de serie.
In Fabelhaven rijzen problemen: Seth ontdekt dat een vreemde plaag alle wezens van het licht omvormt in wezens van het duister. Deze vreemde schaduwplaag verandert steeds meer wezens in schaduwen en duisternis, ook mensen. Ondertussen is Kendra op haar eerste missie voor de "Ridders van de Dageraad" - ze moet het tweede artefact van vijf vinden waarmee ze de Avondster kunnen verslaan. In de kerkers van Fabelhaven zit Vanessa, die misschien meer weet dan ze vertelt - maar is zij te vertrouwen? En hoe zit het met de Sfinx? Het lijkt erop dat er hoe langer hoe meer bewijzen tegen hem gevonden worden. Is hij dan misschien de vreemde leider van het "Genootschap van de Avondster"? Is hij een verrader? Zal het Seth en Kendra lukken om Fabelhaven van de ondergang te behoeden?

### Deel 4:Secrets Of The Dragon Sanctuary
Twee artefacten zijn gevonden. Meer reservaten staan op de rand van vernietiging wanneer de Avondster steeds meer talismannen te pakken krijgt. Wanhopig om hen te stoppen, ontdekt Kendra de locatie van de sleutel van een kluis die een van de andere artefacten bezit, beschreven in Pattons' van Geheimen. Maar om deze sleutel te vinden, moeten de Ridders van de Dageraad een dodelijke plek betreden: Wyrmroost, een drakenheiligdom. Zullen zij die het heiligdom betreden, er ook levend uitkomen? Of zitten Seth en Kendra er nu toch te diep in?

### Deel 5:Keys To The Demon Prison
Na eeuwen van plannen maken, is de Sfinx - de leider van het "Genootschap van de Avondster" - achter het laatste artefact gekomen om Zzyzx te openen, de grote demonengevangenis. Kendra, Seth en de "Ridders van de Dageraad" zijn over de hele wereldbol aan het racen naar allerlei reservaten om de laatste artefacten tot zich te nemen. Na een hele opbouw, zullen nu licht en duisternis tegen elkaar knallen in een hevige strijd. Zullen de goeden het overleven, of, na zoveel geluk, toch het onderspit delven in de laatste confrontatie?

## Personages

### Kendra Sorenson
Kendra is de twee jaar oudere zus van Seth. Doordat ze in het eerste boek wordt gered door de elfen is ze nu "elfenverwant", wat betekent dat ze onder andere verschillende talen aan elfen verwant kan spreken en verstaan. Ze is veel minder impulsief dan Seth en probeert hem dikwijls tegen te houden wanneer die iets gaat doen wat niet mag.

### Seth Sorenson
Seth is de twee jaar jongere broer van Kendra. Kalm als zij is, zo impulsief, avontuurlijk is hij. Hij breekt dikwijls de regels, maar in het tweede boek wordt het duidelijk dat hij al heel wat minder bereid is dat te doen, behalve als het echt nodig is. De reden dat hij zo doet is dat hij eigenlijk heel veel moed heeft.

### Stan en Ruth Sorenson
Stan en Ruth zijn de grootouders van Seth en Kendra. Ze zijn de beheerders van Fabelhaven en als het moet heel streng. Stan wordt in de twee boeken gevangengenomen (in het tweede boek samen met Ruth). Ruth speelt in het eerste boek een iets minder belangrijke rol, en de reden is dat ze dan een kip is.

### Helpers en wezens op Fabelhaven
- Dale Burgess
- Warren Burgess
- Lena Burgess (najade)
- Maddox (sterft in Boek 2)
- Hugo ( golem )
- Doren en Newel (saters)
- Tanugatoa "Tanu" Dufu
- Coulter Dixon
- Elfjes
- De Sfinx(deel 2)

### Slechteriken
- Muriel Taggert
- Mendigo
- Bahumat
- Vanessa Santorini
- Errol Fisk/Christopher Vogel
- Casey "Case" Hancock
- Olloch de Veelvraat